# سیاه‌مرغ بال‌سرخ
سیاه‌مرغ بال‌سرخ (نام علمی: Agelaius phoeniceus) نام یک گونه از سرده سیاه‌مرغ‌های معمولی آمریکایی است.

## نگارخانه

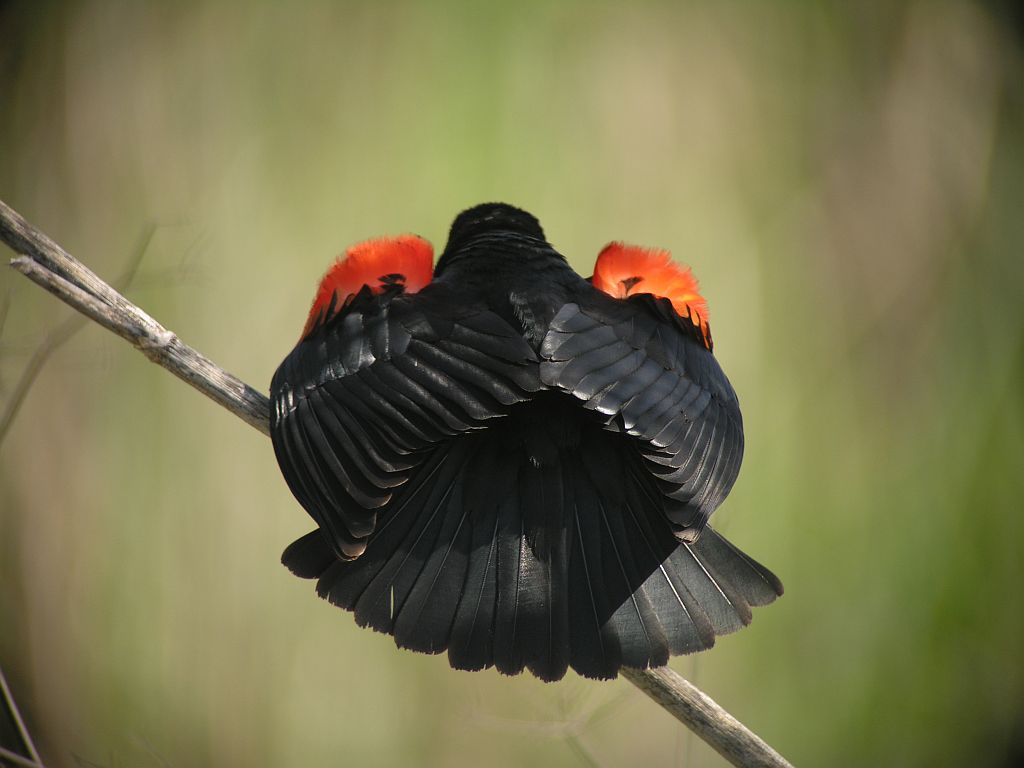
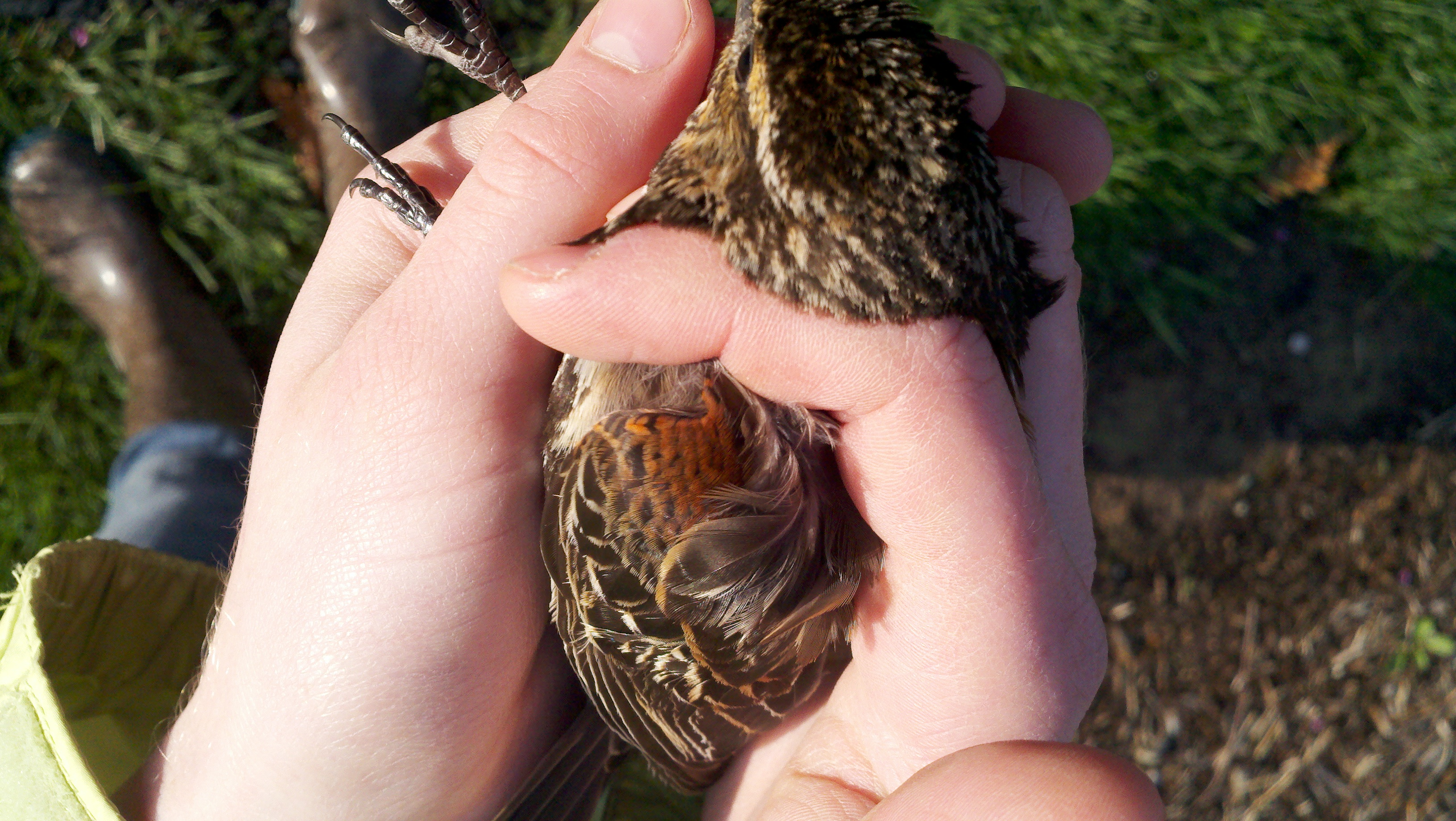